# Archepsilonema gaussi
Archepsilonema gaussi är en rundmaskart som beskrevs av Steiner 1931. Archepsilonema gaussi ingår i släktet Archepsilonema och familjen Epsilonematidae. Inga underarter finns listade i Catalogue of Life.